# Henry Nocq
Pour les articles homonymes, voir Nocq.
Henry Nocq, né Marie Eugène Henri Auguste Nocq le 13 janvier 1869 à Saint-Mandé et mort à Paris (16e arrondissement) le 15 février 1942, est un sculpteur, médailleur et orfèvre français.
Il a exécuté de nombreux bijoux remarquables.

## Biographie

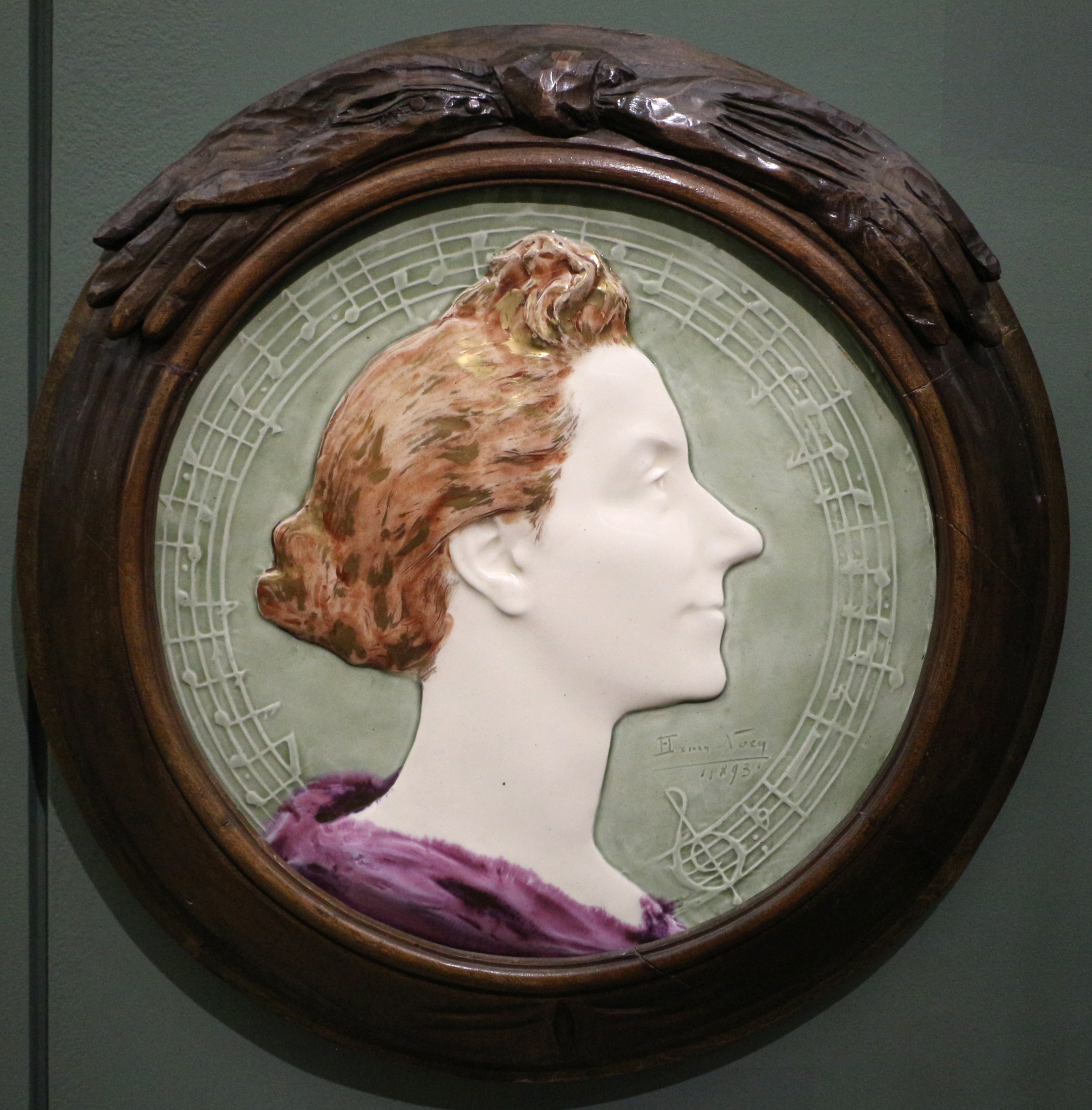
Portrait d'Yvette Guilbert (1893), médaillon en grès polychrome, Paris, musée d'Orsay.

Henry Nocq naît le 13 janvier 1869 au no 1 bis avenue Sainte Marie à Saint-Mandé. Son père est un employé des chemins de fer.
Élève d'Henri Chapu (1833-1891), c'est un sculpteur, graveur, médailleur, mais aussi un peintre et un aquarelliste. Grand prix de Rome, sociétaire de la Société des artistes français, dès 1887, il participe régulièrement au Salon des artistes français où il reçoit une mention honorable en 1889. Il est honoré d'une médaille d'argent à l'Exposition universelle de 1900. 
Artiste multidisciplinaire, il participe à la remise en cause de la hiérarchie entre arts majeurs et arts mineurs en adhérant en 1896 au groupe d’artistes « Les Cinq », avec Félix Albert Anthyme Aubert, Alexandre Charpentier, Charles Plumet, et François-Rupert Carabin, qui devient L'Art dans Tout en 1898. Proche de André Marty, il est embauché comme secrétaire de rédaction au Journal des artistes en 1894.
Il écrit plusieurs ouvrages consacrés à l'orfèvrerie, dont Le Poinçon de Paris publié en cinq volumes de 1926 à 1931, où il recense les orfèvres parisiens et leurs poinçons. Cet ouvrage continue à faire référence.
Il est promu officier d'Académie en 1899 puis nommé chevalier de la Légion d'honneur par décret du 13 janvier 1907. Il adhère à la Société historique du VIe arrondissement en 1900 et y est désigné secrétaire adjoint.
L’Académie des beaux-arts lui décerne le prix Thorlet en 1935.
André Michel a écrit de lui : « Toutes ses médailles sont d'une singulière pénétration dans la notation de la ressemblance individuelle et d'un goût très pittoresque dans la présentation. Vous y trouverez […] les preuves d'une grande habileté technique et d'une jolie verve primesautière ».

## Œuvres
- Portrait d'Yvette Guilbert (1893), médaillon en grès polychrome, Paris, musée d'Orsay[9].
- Épée de Joseph Joffre, remise au maréchal Joffre le 13 juillet 1919 à l'hôtel de ville de Paris[10].
- Joseph Joffre, maréchal de France, médaille de la Monnaie de Paris.
- Général Gouraud, médaille.
- Général Mangin, médaille.

## Publications
- Tendances nouvelles. Enquête sur l'évolution des industries d'art, Paris, Henri Floury, 1896.
- Les Duvivier : Jean Duvivier 1687-1761, Benjamin Duvivier 1730-1819, Paris, Société pour la propagation des livres d'art, 1911.
- Les médailles d'Antonio Pisano, dit Pisanello, Paris, J.Dumoulin, 1917.
- Le poinçon de Paris, en 5 volumes, Paris, Henri Floury, 1926-1931.
- Tabatières, boites et étuis, orfèvreries de Paris du XVIIIe siècle et début XIXe des collections du Musée du Louvre, Paris, G. van Oest, 1930 (avec Carle Dreyfus).